# Фридлейн, Владимир Васильевич
Владимир Васильевич Фридлейн (1873—1938) — русский архитектор, гражданский инженер. Автор ряда зданий в Санкт-Петербурге.

## Биография
В 1894 году поступил в Институт гражданских инженеров, который окончил в 1899 году со званием гражданского инженера и правом на чин X класса. В 1900 году поступил на службу в министерство внутренних дел. В 1902 году переведён в Ведомстве учреждений императрицы Марии. Архитектор Первого Российского страхового общества, детской больницы принца П. Г. Ольденбургского, Главного тюремного управления. В 1903 году окончил курс наук в Археологическом Институте.
Коллежский советник. Имел награды: орден Святого Станислава 3-й степени (1909).
Проживал в Петербурге по адресу: улица Чайковского, 15 (1914—1937).
Умер в 1938 году, похоронен на Смоленском лютеранском кладбище в Петербурге.

## Проекты и постройки

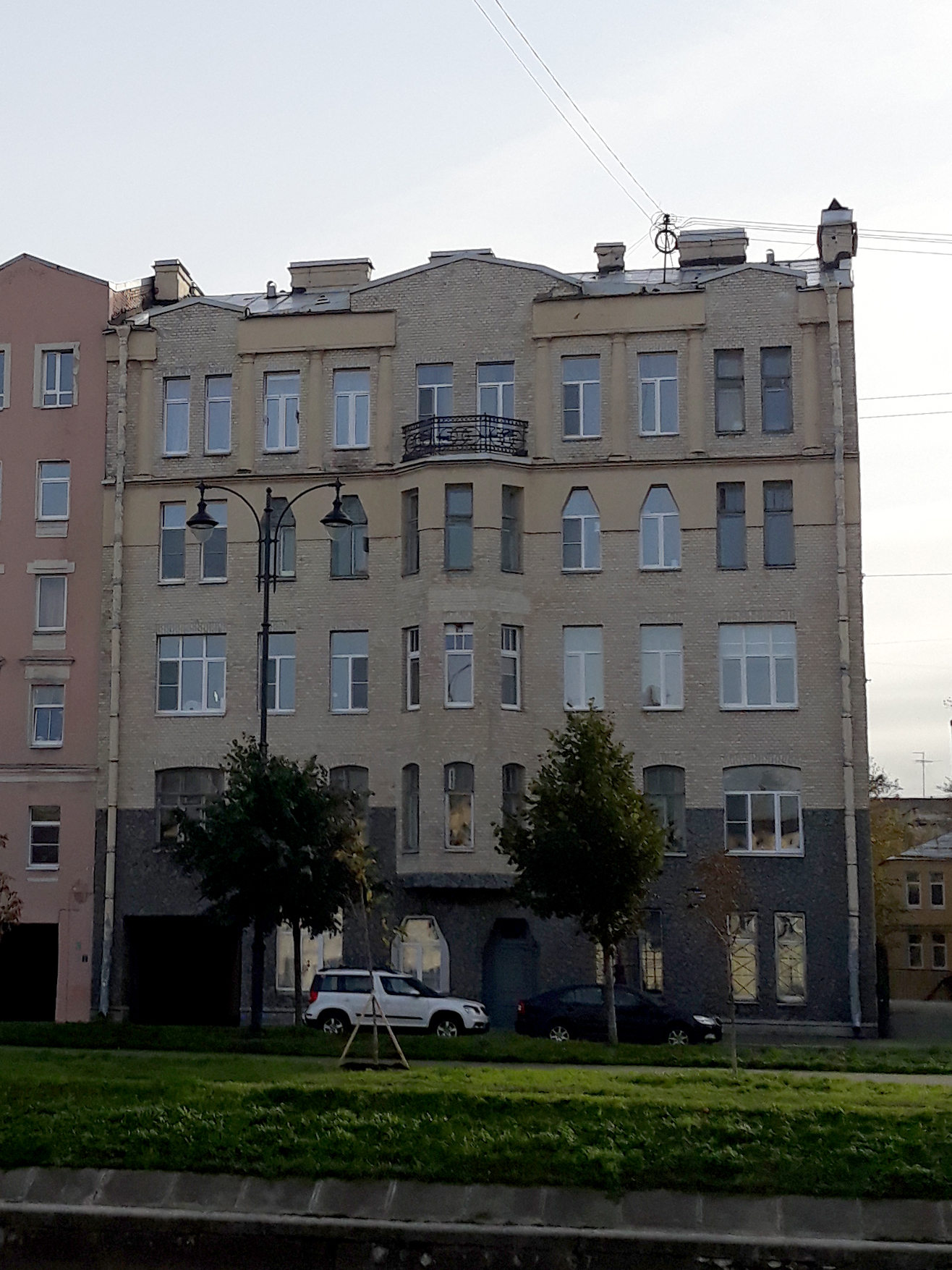
Доходный дом Михайловых. Набережная реки Пряжки, 40 (1911)

- Жилой дом (перестройка). Средний проспект Васильевского острова, 58 (1905; не сохранился)[10];
- Гараж Российского таксомоторного акционерного общества. Кожевенная линия, 23а (1910; не сохранился)[5];
- Доходный дом Михайловых. Набережная реки Пряжки, 40 (1911)[5];
- Доходный дом. Витебская улица, 15, правая часть (1911)[5];
- Здание Малого драматического театра (перестройка). улица Рубинштейна, 18, правая часть (1911; совместно с Г. А. Косяковым; перестроено)[5].